# Телешевский сельсовет
Телеше́вский сельсовет (бел. Целяшо́ўскі сельсавет) — упразднённая административная единица на территории Гомельского района Гомельской области Республики Беларусь.

## История
Телешевский сельсовет был упразднён 19 июня 2008 года . Населённые пункты: Евстратовка, Житовля, Задоровка, Иваньков, Калиновка, Курганы, Малиновка, Муравчий, Никольск, Переход, Рудня-Телешевская, Телеши, Фащевка — включены в состав Тереничского сельсовета.

## Состав
Телешевский сельсовет включал 13 населённых пунктов:
- Евстратовка — посёлок
- Житовля — посёлок
- Задоровка — деревня
- Иваньков — посёлок
- Калиновка — посёлок
- Курганы — посёлок
- Малиновка — посёлок
- Муравчий — посёлок
- Никольск — посёлок
- Переход — посёлок
- Рудня-Телешовская — деревня
- Телеши — деревня
- Фащевка — посёлок

Упразднённые населённые пункты:
- Грива — посёлок